# Samoa-Occidentales aux Jeux olympiques d'été de 1988
Les Samoa-Occidentales participent aux Jeux olympiques d'été de 1988 à Séoul. Il s'agit de leur 11e participation à des Jeux olympiques d'été. Parmi les onze athlètes samoans, aucun ne parvient à atteindre une place de finaliste.
L'athlète Henry Smith, déjà présent lors de la précédente édition, est le porte-drapeau de la délégation.
À cette occasion, une pièce de collection de 10 tala en argent a été émise représentant deux boxeurs et un haltérophile.

## Résultats

### Athlétisme
| Athlète     | Épreuve          | Qualification | Qualification | Finale      | Finale  |
| Athlète     | Épreuve          | Performance   | Rang          | Performance | Rang    |
| ----------- | ---------------- | ------------- | ------------- | ----------- | ------- |
| Henry Smith | Lancer du disque | 49.40         | 25            | Éliminé     | Éliminé |

### Boxe
Sept boxeurs sont engagés dans le tournoi mais sont éliminés assez rapidement
- Tiui Faamaoni en catégorie coqs (– 54 kg) : il est battu par le Nigérien Moumouni Siuley par arrêt de l'arbitre suite blessure
- Ulaipalota Tauatama en catégorie plume (– 57 kg): il remporte son premier combat face au Malawite Evance Malenga aux points (5-0) mais déclare forfait ensuite avant de confronter le Polonais Tomasz Nowak
- Avaavau Avaavau en catégorie super-légers (– 63.5 kg) : il est battu par le Marocain Khalid Rahilou sur décision de l'arbitre
- Asomua Naea en catégorie welters (– 67 kg): il est battu par le Costaricien Humberto Aranda  par arrêt de l'arbitre suite blessure
- Likou Ariu en catégorie super-welters (– 71 kg) 	Light Middleweight : il est battu par l'Italien Vincenzo Nardiello par KO
- Viliamu Lesiva en catégorie moyens (– 75 kg): il est battu par le Yougoslave Darko Vukić sur décision de l'arbitre
- Pua Ulberg en catégorie mi-lourds (– 81 kg): il est battu par l'Italien Andrea Magi aux points (0-5)

### Haltérophilie
| Athlète       | Compétition             | Arraché  | Arraché | Épaulé-jeté | Épaulé-jeté | Total  | Rang |
| Athlète       | Compétition             | Résultat | Rang    | Résultat    | Rang        | Total  | Rang |
| ------------- | ----------------------- | -------- | ------- | ----------- | ----------- | ------ | ---- |
| Taveuni Ofisa | Poids légers (-67.5 kg) | 107.5 kg | 19      | 142.5 kg    | 16          | 250 kg | 18   |

### Lutte
C'est la première fois que le pays participe à la compétition
| Athlète     | Compétition | Round 1               | Round 2               | Round 3             | Round 4             | Round 5             | Round 6             | Round 7             | Finale / CB         | Rang |
| Athlète     | Compétition | Adversaire Résultat   | Adversaire Résultat   | Adversaire Résultat | Adversaire Résultat | Adversaire Résultat | Adversaire Résultat | Adversaire Résultat | Adversaire Résultat | Rang |
| ----------- | ----------- | --------------------- | --------------------- | ------------------- | ------------------- | ------------------- | ------------------- | ------------------- | ------------------- | ---- |
| Uati Iutaga | -74 kg      | Adama Damballey L 0-4 | Pekka Rauhala L 0–4   | Éliminé             | Éliminé             | Éliminé             | Éliminé             | Éliminé             | NC                  | 26e  |
| Fred Solovi | -100 kg     | Leri Khabelov L 0-4   | Floriano Spiess L 1–3 | Éliminé             | Éliminé             | Éliminé             | Éliminé             | Éliminé             | NC                  | 17e  |